# Anne Beaumanoir
Anne Beaumanoir   (Créhen, 30 d'octubre de 1923 - Kemper, 4 de març de 2022) va ser una neurofisiòloga francesa. Comunista militant, durant la Segona Guerra Mundial fou membre de la Resistència Francesa i, a conseqüència del seu ajut als jueus de la Bretanya durant el conflicte, tant ella com els seus pares van ser reconeguts "Justos entre les Nacions" pel Yad Vashem. Durant la guerra d'Algèria, va ser empresonada per donar suport al Front Nacional d'Alliberament (FLN).

## Biografia

### Primers anys
Anne Beaumanoir va néixer a la Bretanya francesa. Els seus progenitors eren els restauradors Jean i Marthe Beaumanoir.

### Segona Guerra Mundial
Durant la Segona Guerra Mundial, Beaumanoir era una estudiant de medicina –primer a la ciutat de Rennes i després a París, a l'hospital de la Salpêtrière– i militant clandestina del Partit Comunista francès. Els seus pares li enviaven regularment paquets alimentaris a través d'amistats. Un dia de juny de 1944, aquests van informar-la que hi hauria una batuda la nit següent al 13è districte de París, i li van demanar que n'advertís una dona anomenada Victoria que amagava una família jueva. Tot i que era conscient que el Partit Comunista no era partidari de dur a terme missions de rescat no autoritzades, Beaumanoir va anar al domicili de la Victoria per a informar-la del perill que corria. D'aquesta manera, va ser presentada a la família Lisopravski, els dos membres més joves de la qual, el fill, Daniel, de 16 anys, i la filla, Simone, de 14, van acceptar marxar amb ella.
Beaumanoir dugué els dos infants a un refugi on ja s'amagaven diversos membres de la Resistència francesa. Poc més tard, la Gestapo hi féu una redada; però els dos adolescents van poder fugir per la teulada amb el líder del grup de la Resistència. Aquell dia, Beaumanoir no era a París; però quan hi va retornar, va recollir-los de l'amagatall provisional i els va dur a viure a casa dels seus pares a Dinan.
Allà, son pare, Jean Beaumanoir, fou interrogat per la policia, que sospitava que fos un membre de la Resistència; però fou alliberat per manca de proves. Sa mare, Marthe Beaumanoir, va amagar els dos nens en ubicacions diferents durant una quinzena; però, a partir d'aquell moment, la parella van mantenir els infants a casa seva durant un any. Després de la guerra, els dos nens van mantenir el contacte amb Beaumanoir i els seus pares.

### Després de la guerra
Va tenir una decepció amb el Partit Comunista i se'n va donar de baixa el 1955. A Marsella, va conèixer els sacerdots obrers i s'involucrà amb la seva feina social entre els algerians. Va retornar a París, on esdevingué una investigadora mèdica. Durant la guerra d'Algèria, va donar suport a l'FLN, motiu pel qual fou arrestada el novembre de 1959 i condemnada a 10 anys de presó.
Reclosa a la presó Baumettes, Beaumanoir va ser inicialment mantinguda en confinament solitari; però, més tard, rebé l'encàrrec d'ensenyar a llegir i escriure altres presoneres. Com que estava embarassada, va ser alliberada condicionalment després de 8 mesos de reclusió per a parir la criatura. Després del naixement del seu fill, va fugir a Tunísia, on es va unir a l'FLN, servint com a neuropsiquiatre sota Frantz Fanon.

## Carrera professional
Beaumanoir havia reprès els estudis mèdics a Marsella, Es va fer professora de neurologia especialitzada en epilèpsia i es casà amb el doctor Joseph Roger. Va treballar com a neuròloga i epileptòloga al primer equip del professor Henri Gastaut.
Després que els Acords d'Évian suposessin la fi de la guerra, Beaumanoir va treballar per al ministre de salut del govern d'Ahmed Ben Bella. Quan aquest fou derrocat, va fugir a Suïssa i a partir de 1970 va treballar com a cap del Departament de Neurofisiologia de l'Hospital Universitari de Ginebra fins que es jubilà, el 1988. Després de jubilar-se, visqué a Saint-Cast-le-Guildo, a la Bretanya, i a Dieulefit al departament del Droma.
A més d'organitzar anualment els 'col·loquis de Ginebra' de neurofisiologia i epileptologi, publicà el resultat de les seves investigacions en les epilèpsies infantils, la síndrome de Landau-Kleffner i la síndrome de Lennox-Gastaut. Va publicar, juntament amb el seu marit, Une histoire de l'épileptologie francophone, com a representants d'una escola francesa de l'epileptologia constituïda durant la segona meitat del segle xx, en la qual s'havien format.

## Reconeixement
Anne Beaumanoir va ser reconeguda com una de les Justes entre les Nacions el 27 d'agost de 1996 pel Yad Vashem, juntament amb els seus pares.
El 2016, el periodista i productor de documentals Denis Robert i la seva filla Nina Robert van coproduir un documental sobre la vida de Beaumanoir, titulat Une vie d'Annette.
L'escriptora Anne Weber n'ha fet una biografia titulada Annette, una epopeia.